# Ligne de tramway 39 (SNCV Groupe du Centre)
La ligne 39 est une ancienne ligne du tramway du Centre de la Société nationale des chemins de fer vicinaux (SNCV) qui reliait La Croyère à Manage.

## Histoire
Date inconnue : traction électrique.
État au 1er janvier 1950 : 39 La Croyère Pont du Thiriau - Manage Gare
26 mai 1972 : suppression.

### Monographies
- Association ferroviaire des cheminots de Charleroi (AFCC) et Patrimoine ferroviaire et tourisme (PFT), Les tramways vicinaux de Charleroi et du Centre, Éditions Patrimoine ferroviaire et tourisme, 1996, 229 p.